# Joseph E. Brennan
Pour les articles homonymes, voir Brennan.
Cet article possède un paronyme, voir Joseph Brennan.
Joseph Edward Brennan, né le 2 novembre 1934 à Portland (Maine) et mort le 6 avril 2024, est un homme politique américain démocrate, gouverneur de l'État du Maine entre 1979 et 1987.

## Biographie

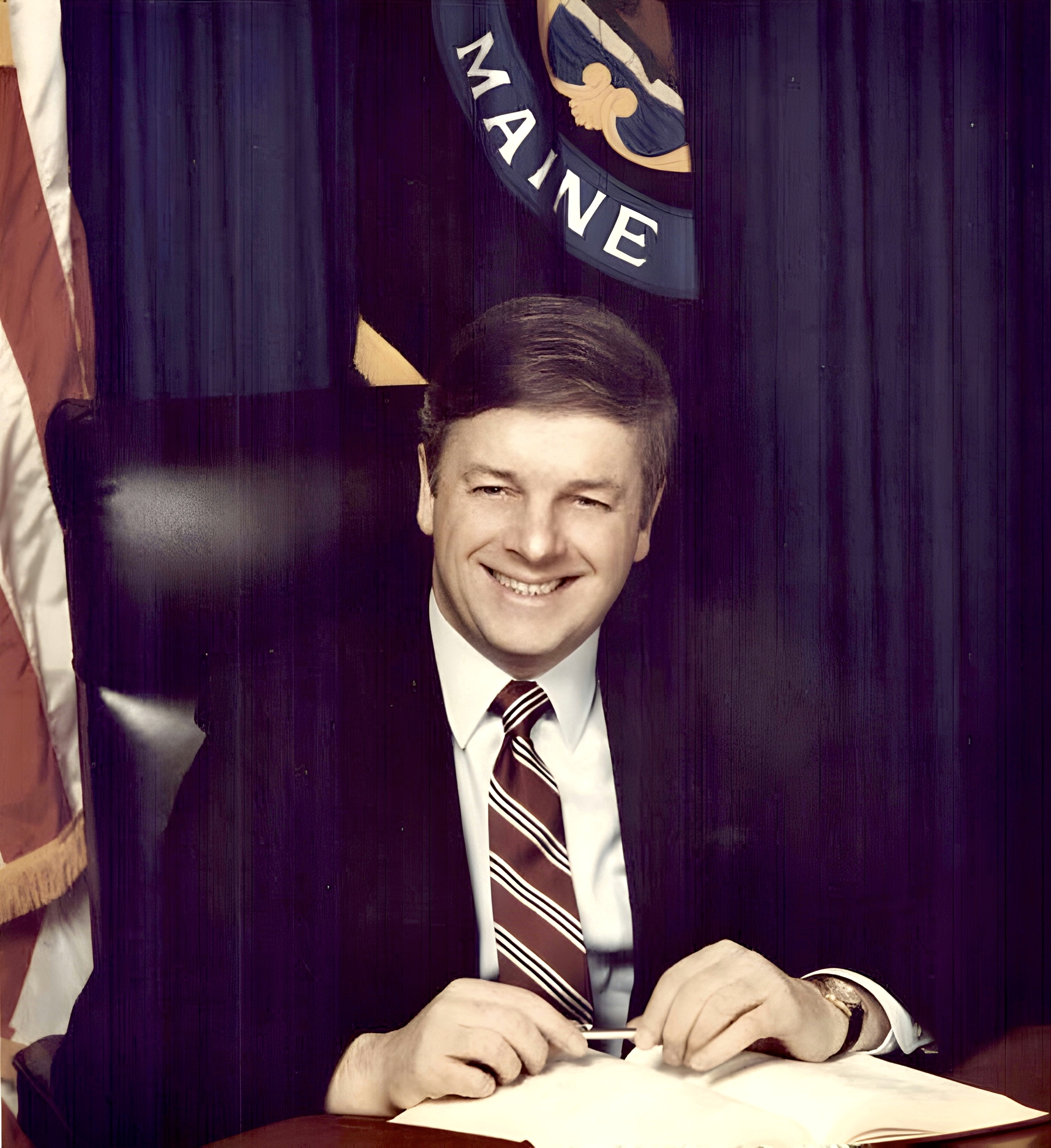
Joseph E. Brennan, gouverneur.

Après avoir servi dans la United States Army de 1953 à 1955, Joseph E. Brennan étudie au Boston College et à l'université du Maine, dont il sort diplômé de droit en 1963. À partir de 1965, il siège pendant dix ans au sein de la législature du Maine, d'abord à la Chambre des représentants (1965-1971) puis au Sénat (1973-1975). Brennan sert pendant un mandat comme procureur général de l'État (1975-1977) avant d'être élu (en) gouverneur du Maine en 1978.
Son mandat de gouverneur s'achève le 3 janvier 1987, lorsqu'il entre à la Chambre des représentants des États-Unis, où il sert deux mandats. En 1990, il tente sans succès de retrouver le poste de gouverneur du Maine. À nouveau candidat en 1994, il arrive en deuxième position, devant la républicaine Susan Collins mais derrière l'indépendant Angus King. En 1996, il se présente au Sénat fédéral pour succéder au républicain modéré William Cohen, mais il est battu par Susan Collins.